# سارا بت آشر

سارا بت آشر در تورات دختر آشر پسر یعقوب است. او یکی از هفتاد عضو خانواده یعقوب است که از کنعان به مصر مهاجرت کرد. همچنین در زمانی که موسی از قوم اسراییل در بیابان سرشماری می‌کند نام او به چشم می‌خورد. به دلیل اینکه او تنها زنی است که در تمامی سرشماریها به او اشاره می‌شود خاخام‌ها اعتقاد داشتند که او دارای ویژگیهای خاصی بوده‌است. از این رو او قهرمان بسیاری افسانه‌ها شده‌است.

## در عهد عتیق
نام سارا به صورت سراخ (serach) سه بار در عهد عتیق ذکر شده‌است. اولین بار در پیدایش ۴۶:۱۷ در زمان اینکه نام خانواده یعقوب ذکر می‌شود نام او ذکر شده‌است. این داستان عیناً درکرونیکلز نیز تکرار شده‌است. بار سوم نام او در اعداد ۲۶:۴۶ ذکر می‌شود. در این هنگام نام او در بین اسراییلیهایی است که از مصر خارج می‌شوند.

## در متون یهودی
در میدراش ذکر شده‌است که او دختر آشر نبود بلکه دخترخوانده او بود و او در زمانی که آشر با مادرش ازدواج کرد سه ساله بود. بر اساس یکی دیگر از میدارشها او اولین فردی بود که یعقوب را از زنده بودن یوسف آگاه کرد. او اینکار را در حین نواختن چنگ انجام داد تا خبر یعقوب را که مسن بود شوکه نکند. بر اساس سنت یهودی محل دفن او در پیربکران در شهری نزدیک اصفهان است. این محل دارای یک کنیسه و قبرهای زیادی است که نزدیک به ۲۰۰۰ سال قدمت دارند. در بین مردم این منطقه این محل به استراخاتون یا سارا خاتون معروف است.